# Feschel

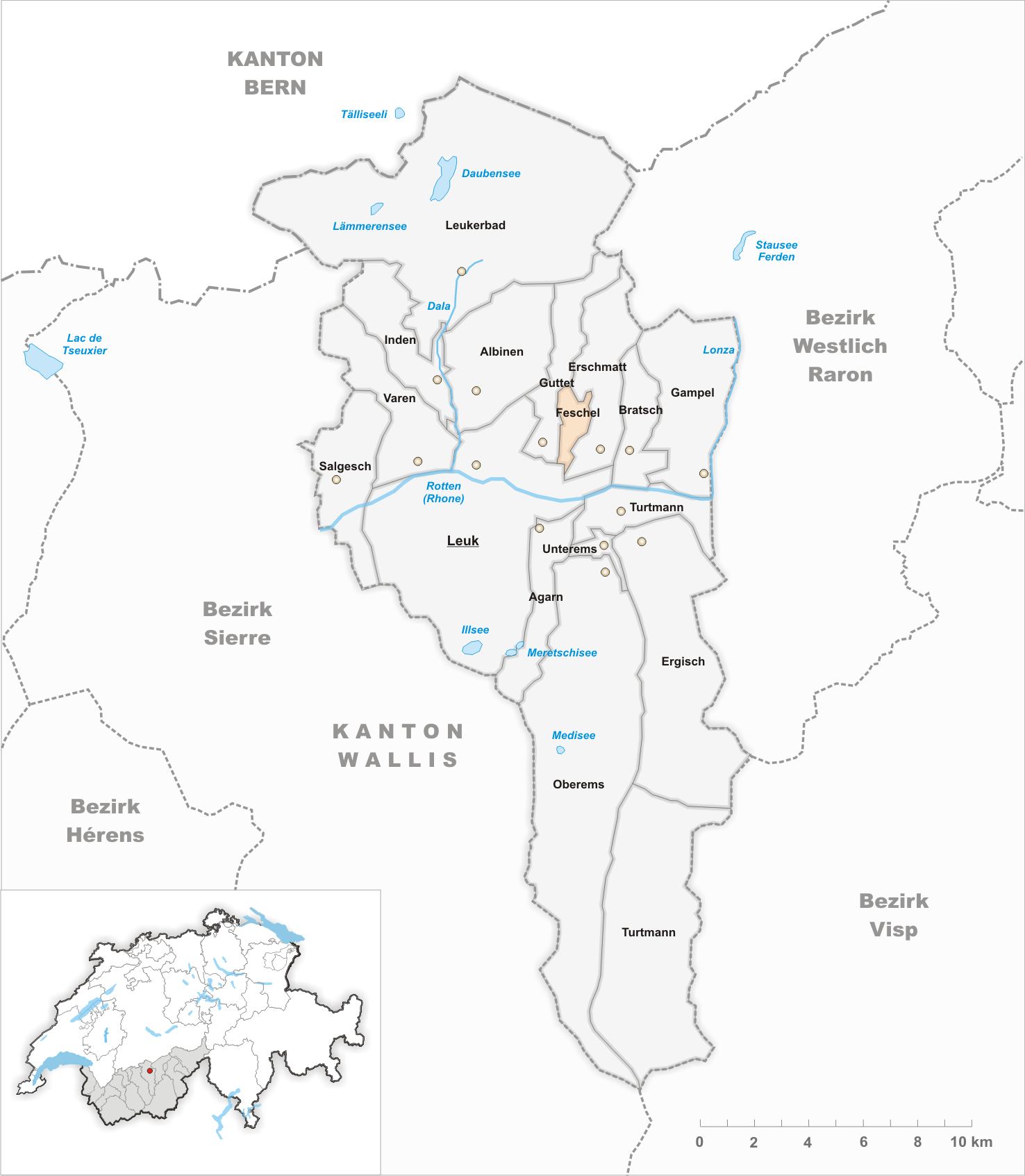
Gemeindestand vor der Fusion am 31. Dezember 2000

Feschel (frz. Veschel) ist eine Ortschaft in der Munizipalgemeinde Guttet-Feschel im deutschsprachigen Teil des Schweizer Kantons Wallis. Bis 2000 war sie eine selbständige Gemeinde.

## Geschichte
Erstmals urkundlich erwähnt wurde Feschel mit dem Namen Vexli bzw. Veselli. Ausgrabungen wie bspw. Bronzegegenstände zeigen, dass das Gebiet bereits seit dem 5. Jahrhundert nach Christus besiedelt ist. 1499 wurde die St.-Michels-Kapelle urkundlich genannt, die seit 1699 St.-Antonius-Kapelle heisst. Auch das Weiderecht des Weilers Obern-Galm findet sich (1580) urkundlich.
Bereits durch die gemeinsame Pfarrei seit 1925 bestanden Kooperationen zwischen Guttet und Feschel. 1969 wurden die Friedhöfe zusammengelegt und 1972 gemeinsam eine Schule gegründet, sodass wichtige Institutionen geteilt wurden, was schliesslich massgeblich zur Fusion beigetragen hat. Am 1. Januar 2001 fusionierte Feschel mit der Gemeinde Guttet zur neuen Gemeinde Guttet-Feschel.

## Bevölkerung
| Bevölkerungsentwicklung | Bevölkerungsentwicklung | Bevölkerungsentwicklung | Bevölkerungsentwicklung | Bevölkerungsentwicklung |
| ----------------------- | ----------------------- | ----------------------- | ----------------------- | ----------------------- |
| Jahr                    | 1850                    | 1900                    | 1950                    | 1990                    |
| Einwohner               | 101                     | 187                     | 118                     | 88                      |

## Gemeindepräsidenten
| Amtszeit  | Name                 | Partei |
| --------- | -------------------- | ------ |
| 1973–1990 | Hans-Rudolf Meichtry | CSP    |
| 1990–1996 | Aldo Marty           | unabh. |
| 1997–2000 | Martin Schnyder      | unabh. |